# روبرت إيفرت (عالم حاسوب)
روبرت إيفرت (بالإنجليزية: Robert Everett) ‏(1921 - 2018) هو مهندس، وعالِم حاسب آلي.

## التعليم
تعلم في جامعة ديوك، ومعهد ماساتشوست للتكنولوجيا

## جوائز
حصل على جوائز منها:
- قلادة العلوم الوطنية الأمريكية في مجال التكنولوجيا والإبتكار.